# オプティマ湖
オプティマ湖(Optima Lake)は、アメリカ合衆国オクラホマ州テキサス郡にあるダム湖（貯水池）。オクラホマパンハンドルの町ハーデスティーの北方、ガイモン市の東方に位置する。
アースフィル式のダムであるオプティマダム (NPDP ID：OK20510) は1978年に米国陸軍工兵隊（以下工兵隊）により建設された堤高 120 フィート（およそ37メートル）、堤頂長 16,875 フィート（およそ5,100メートル）で、設計貯水量は最大で 618,500 エーカー・フィート（およそ 763,000 キロ立方メートル）だったが、完成以降これまでにその 5 % を越える貯水量を記録したことがなく、事実上は空（から）の状態にある。建設期間中、オガララ帯水層での大規模な灌漑用水汲み上げにより河川流量が短期間で著しく減少したことが原因であり、予想を超える環境変化がもたらす影響の事例とされている。
工兵隊はそのオプティマ湖案内ウェブサイトに下記の注意書きを掲載している:
「訪問者は、湖の水位が極めて低いということを御承知おきください。雨量や蒸発率にもよりますが、水辺のレクリエーションはお勧めしません。水泳や釣り、ボート遊びなどもできません。湖水地域ですが水の無い静かな自然に親しむのも一考でしょう」
2010年、陸軍工兵隊によりキャンプ場や建屋などは公衆安全のためとして撤去されたので、アメニティー施設はほとんどないか、あるいは全くない。

## 歴史
元々の建設計画は1936年洪水調節法、および1950年改正洪水調節法の一部として組み入れられていた。だが政治的理由により計画段階で時間を要し、着工したのは1966年になってからだった。建設の主目的はノースカナディアン川（現地名はビーバー川）に洪水調節のための貯水池を設けることだった 。1937年から1966年までのビーバー川平均水量は毎秒 32.2
立方フィートで、たびたび洪水を起こしていた。特に1923年の洪水における洪水量は 109,000 エーカー・フィート（およそ 134,000 キロ立方メートル）、さらには1941年9月の洪水時にはビーバー川の流量は毎秒 44,200 立方フィート（毎秒およそ 1,250 立方メートル）に達した。このような状況によりダム建設計画は、洪水調節、飲料水及び灌漑目的とされ、比較的乾燥しているオクラホマパンハンドル地域のリクリエーションや魚類、野生生物の保護にも役立つとされ承認された。
ガイモン市の商工部は、完成後に得られる利益を宣伝するパンフレットを印刷配布するなど、極めて積極的にこの計画を後押しした。パンフレットによればダムによりできる湖は深さ 30 メートル、長さおよそ 16 キロメートルで、支流のコールドウォータークリーク側にも長さ 14 キロメートルの湖ができるとされていた。
工兵隊によるダム建設に12年を要したが、その間に流域の雨量はほとんど変わらないにもかかわらずビーバー川の水量が減少した。後日判明したのは、ビーバー川の水源はオクラホマ州のさらに西側にある7州にまたがる地下にあるオガララ帯水層であり、この水源部で灌漑や飲料水の取水量が増大したことが流量減少の原因だった。
4,610万ドルを投じて建設が完了したのは1978年だった。水門付きの堤防状アースフィルダムで、長さ 1,500 フィートの非制御サドルスピルウェイを持つ。ダム頂部の標高は 2,821.0 フィート、許容最高貯水面は 2,814.2 フィート、洪水調節のための最高水面は 2,779.0 フィート。完成後の最初の1年間（1979年）は工兵隊もまだ楽観的であり、「2014年には年間の訪問者数が600,000人に達する」と宣言した。
だがビーバー川の1977年から1987年にかけての平均流量は、それまでの毎秒 32.2 立方フィートよりずっと少ない毎秒 7 立方フィートで推移し。80年代半ばには工兵隊においても、この時点での水量減少は一時的ではなく恒久的なものであり、このままでは貯水池が満水になることはないだろうということが次第に分かってきた。記録ではダム湖の最高水位は1980年5月31日の 2,722.90 フィートで、これは設計最低水位である 2,726.00 フィートよりも低い。工兵隊は1995年にダムは一般に公開したままで、付属の公園を閉鎖した。2009年アメリカ復興・再投資法による資金を使って安全上の理由名目にて朽ち果てたピクニック施設、キャンプ施設、便所、キャンピングカー用汚水ダンプステーション、多数の電柱などを撤去した。結局2014年の時点で1年に 2,000 から 5,000 人程度の訪問者がある。
2009年に陸軍工兵隊が景気刺激策として120万ドルの予算要求を行った。内容はダム頂部の舗装道路両側のガードレールの腐食が激しいので交換するというものだったが、当時この道路を通行する自動車は1日あたり平均で15台だった。この道路に門を設けて施錠するだけなら1,000ドル程度で済むと世間から非難された。陸軍工兵隊による2010年のオプチマ湖評価レポートでは、ダム構造の年次点検検査におよそ16万ドルが毎年支払われており、これに加えて5年に一度は詳細な検査と補修作業が行われている。また同レポートでは、洪水調節に関連するゲートタワーその他現存のダム構造や付属施設はいつでも即座に運転することが可能な状態に整備されているという。
米国魚類野生生物局により管理されるオプティマ国立野生生物保護区は当初コールドウォータークリーク（ダムの 0.2 マイル手前でビーバー川と合流する支流）川流域に面積 2,605 エーカーで計画された。また、オクラホマ州自然保護局が管理する狩猟目的のオプティマ自然管理区域がビーバー川側に 2,141 エーカーが計画された。だが湖の面積の減少のため野生生物保護区は 4,334 エーカー、自然管理区域は 8,062 エーカーに広がってしまった。